# Campeonato Mundial de Esqui Estilo Livre de 2019 - Big air masculino
A prova do big air masculino do Campeonato Mundial de Esqui Estilo Livre de 2019 foi realizada no dia 2 de fevereiro na cidade de Park City,  em Utah, nos Estados Unidos. 

## Medalhistas
| Ouro               | Prata                | Bronze                       |
| Fabian Bösch (SUI) | Henrik Harlaut (SWE) | Alex Beaulieu-Marchand (CAN) |

## Resultados
Um total de 45 esquiadores participaram da competição.  Os 5 melhores de cada bateria avançaram para a final.

### Bateria 1
A bateria 1ª bateria teve início às 12:00. 
| Colocação | Ordem | Nome                     | Nacionalidade  | Descida 1 | Descida 2 | Melhor | Notas |
| --------- | ----- | ------------------------ | -------------- | --------- | --------- | ------ | ----- |
| 1         | 10    | Oliwer Magnusson         | Suécia         | 79.75     | 93.25     | 93.25  | Q     |
| 2         | 16    | Fabian Bösch             | Suíça          | 22.00     | 93.00     | 93.00  | Q     |
| 3         | 22    | Evan McEachran           | Canadá         | 92.50     | 87.00     | 92.50  | Q     |
| 4         | 20    | Alex Beaulieu-Marchand   | Canadá         | 90.75     | 92.00     | 92.00  | Q     |
| 5         | 19    | Øystein Bråten           | Noruega        | 87.25     | 91.50     | 91.50  | Q     |
| 6         | 18    | Kim Gubser               | Suíça          | 89.75     | 69.75     | 89.75  |       |
| 7         | 7     | Oscar Wester             | Suécia         | 23.25     | 88.50     | 88.50  |       |
| 8         | 13    | Philippe Langevin        | Canadá         | 57.25     | 88.00     | 88.00  |       |
| 9         | 4     | Elias Syrja              | Finlândia      | 73.75     | 86.00     | 86.00  |       |
| 10        | 11    | McRae Williams           | Estados Unidos | 63.00     | 85.00     | 85.00  |       |
| 11        | 6     | Ferdinand Dahl           | Noruega        | 82.75     | 84.25     | 84.25  |       |
| 12        | 21    | Benoît Buratti           | França         | 81.50     | 80.25     | 81.50  |       |
| 13        | 5     | Vincent Veile            | Alemanha       | 49.25     | 80.50     | 80.50  |       |
| 14        | 23    | Paul Vieuxtemps          | Tailândia      | 15.25     | 80.00     | 80.00  |       |
| 15        | 8     | Vincent Maharavo         | França         | 76.25     | 77.75     | 77.75  |       |
| 16        | 2     | Benjamin Garces          | Chile          | 44.50     | 68.75     | 68.75  |       |
| 17        | 3     | Mees van Lierop          | Países Baixos  | 70.50     | 60.75     | 60.75  |       |
| 18        | 1     | Vojtěch Břeský           | Chéquia        | 52.75     | 17.25     | 52.75  |       |
| 19        | 9     | Rasmus Dalberg Jørgensen | Dinamarca      | 10.50     | 47.50     | 47.50  |       |
| 20        | 15    | Mateo Bonacalza          | Argentina      | 5.00      | 45.75     | 45.75  |       |
| 21        | 14    | Chris McCormick          | Grã-Bretanha   | 42.00     | 14.00     | 42.00  |       |
| 22        | 17    | John Brown               | Irlanda        | 31.00     | 19.75     | 31.00  |       |
| 23        | 12    | James Woods              | Grã-Bretanha   | 30.25     | 29.50     | 30.25  |       |

### Bateria 2
A bateria 2ª bateria teve início às 14:15. 
| Colocação | Ordem | Nome                | Nacionalidade  | Descida 1   | Descida 2   | Melhor      | Notas       |
| --------- | ----- | ------------------- | -------------- | ----------- | ----------- | ----------- | ----------- |
| 1         | 5     | Nicholas Goepper    | Estados Unidos | 94.75       | 87.25       | 94.75       | Q           |
| 2         | 8     | Jesper Tjäder       | Suécia         | 26.50       | 94.50       | 94.50       | Q           |
| 3         | 1     | Henrik Harlaut      | Suécia         | 85.50       | 94.25       | 94.25       | Q           |
| 4         | 4     | Alex Hall           | Estados Unidos | 93.75       | 54.50       | 93.75       | Q           |
| 5         | 9     | Finn Bilous         | Nova Zelândia  | 92.75       | 93.50       | 93.50       | Q           |
| 6         | 2     | Kai Mahler          | Suíça          | 38.50       | 93.25       | 93.25       |             |
| 7         | 3     | Birk Ruud           | Noruega        | 90.75       | 72.50       | 90.75       |             |
| 8         | 15    | William Borm        | Estados Unidos | 90.00       | 90.00       | 90.00       |             |
| 9         | 19    | Sebastian Schjerve  | Noruega        | 72.25       | 89.50       | 89.50       |             |
| 10        | 7     | Jonas Hunziker      | Suíça          | 89.25       | 78.00       | 89.25       |             |
| 11        | 12    | Florian Preuß       | Alemanha       | 88.00       | 79.25       | 88.00       |             |
| 12        | 6     | Teal Harle          | Canadá         | 87.25       | 71.25       | 87.25       |             |
| 13        | 10    | Antoine Adelisse    | França         | 81.75       | 24.75       | 81.75       |             |
| 14        | 22    | Taisei Yamamoto     | Japão          | 54.00       | 74.00       | 74.00       |             |
| 15        | 20    | Lukas Müllauer      | Áustria        | 65.50       | 72.75       | 72.75       |             |
| 16        | 16    | Victor White        | Barbados       | 69.00       | 70.50       | 70.50       |             |
| 17        | 18    | Jacob Tapper-Norris | Nova Zelândia  | 64.75       | 61.25       | 64.75       |             |
| 18        | 24    | Dmitrii Makarov     | Rússia         | 56.00       | 64.50       | 64.50       |             |
| 19        | 13    | Samuel Baumgartner  | Áustria        | 64.25       | 35.75       | 64.25       |             |
| 20        | 17    | Šimon Bartik        | Chéquia        | 63.00       | 43.25       | 63.00       |             |
| 21        | 11    | Nahuel Medrano      | Argentina      | 58.75       | 61.50       | 61.50       |             |
| 22        | 14    | Javier Lliso        | Espanha        | 23.00       | 26.00       | 26.00       |             |
| —         | 23    | Thibault Magnin     | Espanha        | Não começou | Não começou | Não começou | Não começou |
| —         | 21    | Peter Lengyel       | Eslováquia     | Não começou | Não começou | Não começou | Não começou |

## Final
A final foi iniciada às 19:00. As duas melhores corridas contaram para a pontuação total. 
| Colocação         | Nome                   | Nacionalidade  | Descida 1 | Descida 2 | Descida 3 | Total  | Notas |
| ----------------- | ---------------------- | -------------- | --------- | --------- | --------- | ------ | ----- |
| Medalha de ouro   | Fabian Bösch           | Suíça          | 90.00     | 96.00     | 87.75     | 186.00 |       |
| Medalha de prata  | Henrik Harlaut         | Suécia         | 92.25     | 18.75     | 91.75     | 184.00 |       |
| Medalha de bronze | Alex Beaulieu-Marchand | Canadá         | 91.25     | 92.00     | 29.00     | 183.25 |       |
| 4                 | Alex Hall              | Estados Unidos | 89.50     | 89.75     | 90.75     | 180.50 |       |
| 5                 | Finn Bilous            | Nova Zelândia  | 91.00     | 88.75     | 68.75     | 179.75 |       |
| 6                 | Oliwer Magnusson       | Suécia         | 86.00     | 74.50     | 85.00     | 171.00 |       |
| 7                 | Jesper Tjader          | Suécia         | 70.00     | 17.25     | 82.75     | 152.75 |       |
| 8                 | Øystein Bråten         | Noruega        | 84.75     | 89.00     | 20.00     | 109.00 |       |
| 9                 | Evan McEachran         | Canadá         | 28.50     | 35.00     | 70.50     | 105.50 |       |
| 10                | Nicholas Goepper       | Estados Unidos | 43.00     | 21.50     | 24.25     | 43.00  |       |

Legenda
| Recorde mundial       | Recorde mundial (World record)               |                       | Recorde africano                      | Recorde africano (African) |                                           | Q | Classificado por posição (Qualified) |
| Recorde do campeonato | Recorde do campeonato (Championship record)  | Recorde da América    | Recorde da América (Americas)         | q                          | Classificado por melhor tempo (Qualified) |   |                                      |
| Melhor marca do ano   | Melhor marca do ano (World leading)          | Recorde asiático      | Recorde asiático (Asian)              | DNS                        | Não largou (Did not start)                |   |                                      |
| Recorde nacional      | Recorde nacional (National record)           | Recorde europeu       | Recorde europeu (European)            | DNF                        | Não terminou (Did not finish)             |   |                                      |
| Recorde pessoal       | Recorde pessoal do atleta (Personal best)    | Recorde da Oceania    | Recorde da Oceania (Oceania)          | DSQ / DQ                   | Desclassificado (Disqualified)            |   |                                      |
| Recorde da temporada  | Recorde da temporada do atleta (Season best) | Recorde sul-americano | Recorde sul-americano (South America) | NM                         | Sem marca (No mark)                       |   |                                      |